# 니주쿠정
니주쿠정(新宿町)은 도쿄부 미나미카쓰시카군에 일찍이 존재했던 정이다.

## 역사
에도 시대에 미토가도의 역참 마을이었던 신주쿠와 그 주변 지역을 가리키는 지명으로 '신주쿠초'라는 명칭이 등장했으며, 그 유래는 '겐로쿠고초'로 거슬러 올라갈 수 있다.
메이지 초기에 군구정촌 편제법 및 정촌제 시행 시에 대규모 정촌의 정리가 이루어져 정촌은 지연 공동체에서 법적 조직인 자치체로 전환되지만 신주쿠정은 합병 등을 거치지 않고 에도시대의 정역이 거의 그대로 계승되었다.
1889년 5월 1일, 정촌제 시행에 의해 니주쿠정이 성립하였다.
1932년 10월 1일, 주변 정촌과 함께 도쿄시에 편입해, 가쓰시카구의 일부가 신설되었다.

## 참고문헌
- 「角川日本地名大辞典」編纂委員会 編『角川日本地名大辞典 13』（東京都）（角川書店、1978年） ISBN 978-4-04-001130-1